# Récepteur électrique

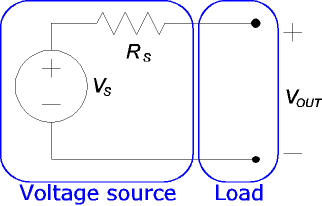
Créé par Smack (talk) à l'aide du logiciel Micrografx Designer [sic].

Un récepteur électrique, est le terme général désignant un appareil alimenté par de l'énergie électrique, transformant ou non l'électricité en une autre forme d'énergie comme par exemple la chaleur pour les dispositifs de chauffage.
Par opposition, on désigne un appareil générant de l'électricité un générateur électrique. 